# Deutsche Ausrüstungswerke
Le Deutschen Ausrüstungswerke  (DAW) sono una serie di industrie belliche del Terzo Reich, gestite dalle SS con sede a Berlino.
L'azienda venne fondata nel maggio del 1939 e occupava fino al 1943 circa 15.500 prigionieri presso campi di concentramento, ove persero la vita numerose persone. La Deutschen Ausrüstungswerke gestiva molte fabbriche, rispettivamente situate presso i campi di Dachau, Sachsenhausen, Buchenwald, Auschwitz, con numerosi prigionieri costretti ai lavori forzati. Successivamente vennero fondate altre industrie a, Lublino, Leopoli, Leopoli-Janowska, Puławy, Stutthof, Fürstenwalde, Neuengamme e Ravensbrück. A Sachsenhausen venne creata la DBW, acronimo per Deutschen Bekleidungswerke , mentre a Ravensbrück un tubificio, venduto nel 1940 venduta alla Gesellschaft für Textil- und Lederverwertung mbH (Texled) . A Majdanek venivano fabbricate finestre, casse per munizioni, cartone catramato e scarpe. Majdanek nel 1942 realizzò il fatturato più elevato di tutta la DAW-Betriebe. Alla fine del 1943 venne creata la Deutschen Ausrüstungswerke polacca con prigionieri in Governatorato Generale per la Ostindustrie GmbH a Radom e Bliżyn.